# Golden Earring
Golden Earring – holenderska grupa rockowo-popowa. Powstała w 1961 r. w Hadze. Do 2021 r. był to najstarszy na świecie działający zespół rockowy (ostatnie koncerty Utrecht, październik 2015). Największe, międzynarodowe hity zespołu to: Eight Miles High (1969), Back Home (1970), Radar Love (1973), Twilight Zone (1982), When the Lady Smiles (1984) i Going to the Run (1991).
Zespół oficjalnie zakończył działalność w roku 2021 z powodu choroby jednego z muzyków – George'a Kooymansa.

## Dyskografia

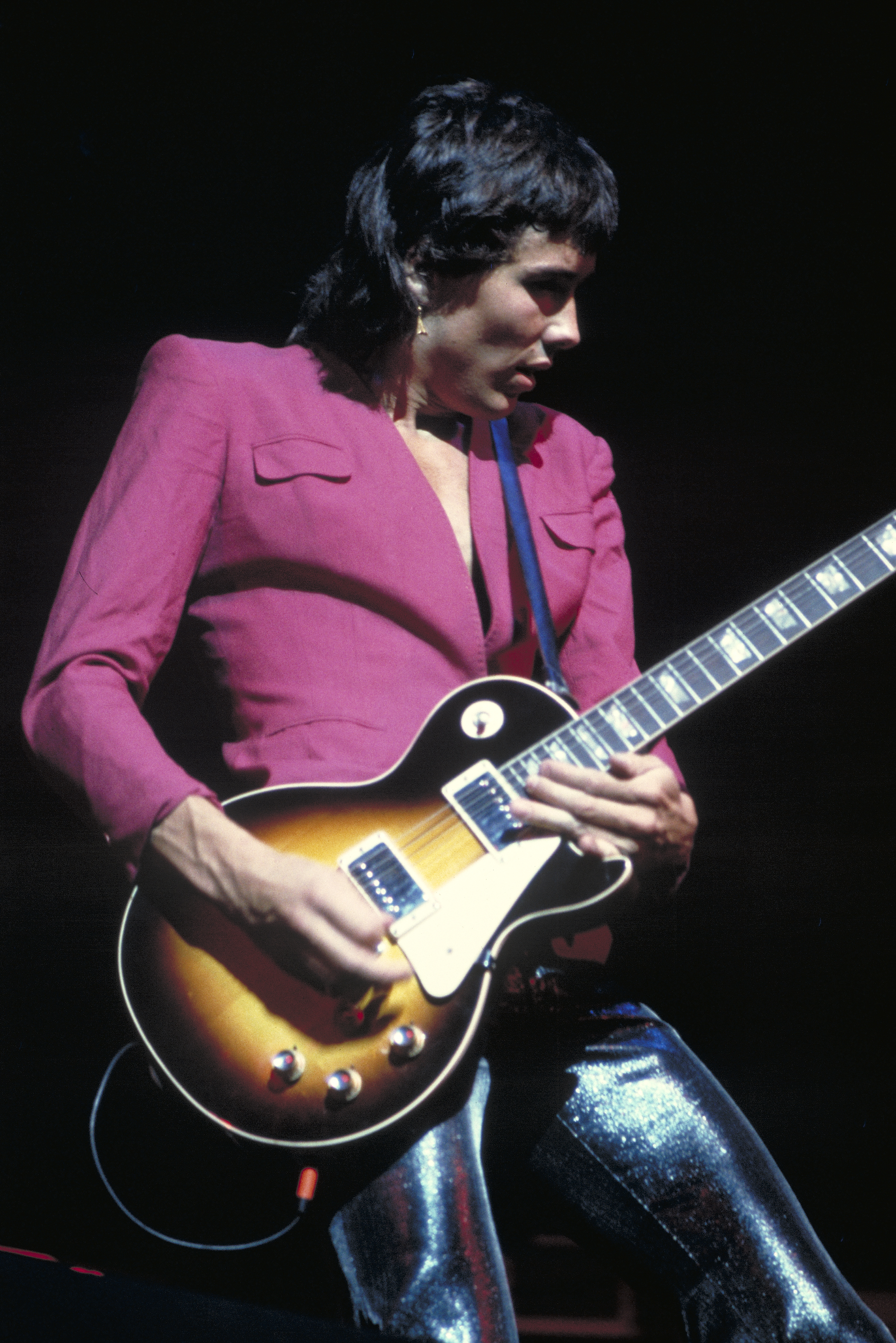
George Kooymans w 1974

### Albumy
- 1965 Just Earrings
- 1966 Winter-Harvest
- 1967 Miracle Mirror
- 1968 On the Double (2lp)
- 1969 Eight Miles High
- 1970 Golden Earring (Wall of Dolls)
- 1971 Seven Tears
- 1972 Together
- 1973 Moontan
- 1974 Switch
- 1975 To the Hilt
- 1976 Contraband
- 1977 Live (live 2lp)
- 1978 Grab It for a Second
- 1979 No Promises...No Debts
- 1980 Prisoner of the Night
- 1981 2nd Live (live 2lp)
- 1982 Cut
- 1983 N.E.W.S.
- 1984 Something Heavy Going Down (live)
- 1986 The Hole
- 1989 Keeper of the Flame
- 1991 Bloody Buccaneers
- 1992 The Naked Truth (unplugged)
- 1994 Face It (partially unplugged)
- 1995 Love Sweat (covers)
- 1997 Naked II (unplugged)
- 1999 Paradise in Distress
- 2000 Last Blast of the Century (live)
- 2003 Millbrook U.S.A.
- 2005 Naked III, Live at the Panama (unplugged live)
- 2006 Live In Ahoy

### Kompilacje
- 1968 Greatest Hits  (Polydor)
- 1970 The Best of Golden Earring  (US)
- 1973 Hearing Earring
- 1977 Story
- 1981 Greatest Hits, Vol. 3
- 1988 The Very Best, Vol. 1
- 1988 The Very Best, Vol. 2
- 1989 The Continuing Story of Radar Love
- 1992 Radar Love
- 1994 Best of Golden Earring  (Europe)
- 1998 The Complete Naked Truth
- 1998 70s & 80s, Vol. 35
- 2000 Greatest Hits
- 2001 Devil Made Us Do It: 35 Years
- 2002 Singles 1965-1967
- 2002 Bloody Buccaneers/Face It
- 2003 3 Originals